# منطقة بونق كوم
منطقة بونق كوم (بالإنجليزية: Bueng Kum District) هي منطقة من مناطق بانكوك. يبلغ عدد سكانها 138340 نسمة وذلك حسب إحصائيات سنة 2004. تبلغ مساحتها 24.311 كم².

الموقع في بانكوك